# Farmington (Maine)
Farmington és un poble i seu del Comtat de Franklin (Maine) als Estats Units d'Amèrica.

## Demografia
Segons el cens del 2006 Farmington tenia 7.580 habitants. Segons el cens del 2000, tenia 7.410 habitants, 2.813 habitatges, i 1.533 famílies. La densitat de població era de 51,2 habitants/km².
Dels 2.813 habitatges en un 24,8% hi vivien nens de menys de 18 anys, en un 42,5% hi vivien parelles casades, en un 0% dones solteres, i en un 45,5% no eren unitats familiars. En el 31,7% dels habitatges hi vivien persones soles l'11,8% de les quals corresponia a persones de 65 anys o més que vivien soles. El nombre mitjà de persones vivint en cada habitatge era de 2,25 i el nombre mitjà de persones que vivien en cada família era de 2,87.
Per edats la població es repartia de la següent manera: un 18,4% tenia menys de 18 anys, un 25% entre 18 i 24, un 21,5% entre 25 i 44, un 19,3% de 45 a 60 i un 15,9% 65 anys o més.
L'edat mediana era de 32 anys. Per cada 100 dones de 18 o més anys hi havia 75,1 homes.
La renda mediana per habitatge era de 26.814$ i la renda mediana per família de 33.656$. Els homes tenien una renda mediana de 27.569$ mentre que les dones 21.101 $. La renda per capita de la població era de 13.982$. Entorn del 18% de les famílies i el 22,6% de la població estaven per davall del llindar de pobresa.